# Margarete Sommer
Margarete (Grete) Sommer, née le 21 juillet 1893 à Berlin et morte le 30 juin 1965 dans la même ville, est une assistante sociale allemande, catholique et laïque dominicaine. Elle fait partie de la première génération de femmes à étudier à l'université. Margarete Sommer intervient à maintes reprise auprès de la hiérarchie de l’Église catholique, la pressant de prendre position contre l'idéologie du nazisme, le racisme et l'antisémitisme. Ses démarches restent sans succès : jamais l’Église catholique ne s'exprimera publiquement contre l'holocauste. Elle-même aide les citoyens juifs persécutés et parvient à sauver nombre d'entre eux de la déportation. En 2003, elle est honorée, à titre posthume, du titre de Juste parmi les Nations.

## Biographie

### Jeunesse et formation
Margarete Sommer est née à Berlin le 21 juillet 1893, de parents catholiques. Son père est un comptable ferroviaire. En 1914, elle obtient son Abitur au Werner-Siemens-Realgymnasium (de) de Berlin-Schöneberg, étudie l'économie avec une spécialisation en politique sociale à la Friedrich-Wilhelms-Universität de Berlin et à la Ruprecht-Karls-Universität de Heidelberg,. Elle est une des seulement 35 000 étudiantes de l'Empire allemand.
Après le déclenchement de la Première Guerre mondiale, elle travaille comme infirmière auxiliaire à l'hôpital Maria Victoria des Sœurs Dominicaines.
En 1924 elle obtient son doctorat en droit et économie avec une thèse intitulée Die Strafgefangenenfürsorge, eine kriminalistisch-sozioökonomische Untersuchung (Le bien-être en prison, une étude criminologique et socio-économique).

### Avant le nazisme
Margarete Sommer enseigne à l'école sociale de l'Association des femmes catholiques allemandes, au foyer de jeunesse et à l'école sociale des femmes. En 1927, elle est chargée de cours à plein temps à la Maison Pestalozzi-Fröbel à Berlin-Friedenau, qui fonctionne selon les idées de la réformatrice sociale libérale Alice Salomon. En 1932, elle rejoint la communauté laïque dominicaine.
En 1934, parce qu'elle refuse d'enseigner les lois nazies sur la stérilisation forcée des personnes handicapées, elle est contrainte de démissionner. Sans revenu, elle doit alors abandonner son appartement à Berlin et s'installe avec sa mère et sa sœur dans une maison à Kleinmachnow.
En 1935, elle devient directrice générale de l'Association catholique de protection des femmes, des filles et des enfants et conseille les personnes persécutées racialement au sein de l'organisation d'urgence Caritas. En 1939, elle devient directrice diocésaine de la pastorale des femmes dans l' Ordinariat épiscopal (de) de Berlin sous la direction de l'évêque (et plus tard cardinal) Konrad Graf von Preysing.

### Aide aux personnes persécutées
Lorsque le prévôt de la cathédrale, Bernhard Lichtenberg, est arrêté et condamné par les nazis en 1941, elle lui succède à la direction de l'organisation humanitaire de l'Ordinariat épiscopal de Berlin, le Bischöfliche Hilfswerk. Alors que l'objectif initial est de trouver un logement ou du travail aux personnes privées de leur droit ou de les aider à émigrer, après 1941, la tâche principale est de sauver des vies juives,.
Margerate Sommer aide à cacher des Juifs dans divers lieux de Berlin parmi lesquels l'église du Sacré-Cœur de Berlin-Prenzlauer Berg où, notamment l'imprimeur Erich Wolff trouve refuge dans les sous-sols,. Elle prend aussi en charge la petite Sonja Goldwerth âgée de douze ans, la cache d'abord chez elle puis dans divers foyers pour enfants jusqu'à la fin de la guerre. En tant que confidente de l'évêque Preising et du prévôt de la cathédrale Bernhard Lichtenberg, elle a accès aux listes d'expulsion, ce qui lui permet d'aider de nombreuses personnes concernées
Margarete Sommer organise également l'envoi de colis d'aide de proches vers le camp de concentration d'Oranienburg-Sachsenhausen. Elle fait parvenir à l'étranger des informations sur les crimes nazis : les déportations les conditions de vie dans les camps de concentration, et les pelotons d'exécution.

### Appels à l’Église catholique
À partir de 1941, elle rédige des rapports détaillés sur l'Holocauste à l'intention des dirigeants de l'Église allemande et du pape. Son premier rapport de septembre 1941 concerne l'« Ordonnance étoile », le deuxième de février 1942 la situation des « Mischlinge juifs » et des « mariages mixtes », le troisième d'août 1942, le « Sort des Juifs déportés dans les camps d'extermination ». Le quatrième rapport, daté de novembre 1942, traite des déclarations faites lors de la deuxième conférence de suivi de Wannsee.
Elle alerte à plusieurs reprises les évêques catholiques sur la situation et les appelle à défendre le droit humain à la vie et à la liberté en prenant une position ferme sur la question des « droits inaliénables de tous les hommes » afin de ne pas être « coupables de silence ». devant « Dieu et l’humanité »,,. Ses actions exaspèrent nombre de ses supérieurs. Adolf Bertram, président de la conférence épiscopale, se plaint « Sans arrêt, on me soumet des rapports détaillés de Margaret Sommer sur les injustices commises contre les Mischlinge et les non-aryens [...] et je suis supposé intervenir auprès des plus hautes autorités. Si je suis supposé tirer les charbons ardents du feu, je m'attends à ce que ses supérieurs examinent et valident son intelligence. J'espère que vous expliquerez ceci à Sommer parce qu'elle n'écoute pas mes exhortations. ».
Margarete Sommer dispose d'un vaste réseau de contacts qui inclut Association du Reich des juifs d'Allemagne (de), les Quakers, le Bureau Grüber (de) et des cercles protestants mais aussi des informateurs haut-placés dans le gouvernement. Elle réussit ainsi à se procurer des informations précises sur les intentions de nazis. Elle obtient même des informations sur la très secrète conférence de Wannsee en janvier 1942, où se décide la Solution finale, qu'elle utilise pour son rapport de novembre 1942 qui est transmis au Vatican, sans cependant convaincre ni celui-ci ni la Conférence épiscopale allemande de protester contre l'accélération du rythme du génocide .
Début mars 1943, Margarete Sommer réussit finalement à persuader le cardinal Adolf Bertram de s'opposer aux divorces forcés de couples dits mixtes, visant à l'arrestation des conjoints juifs. Les évêques interviennent pour la défense du sacrement du mariage, mais pas publiquement comme Margarete Sommer le souhaitait. Selon l'historienne Ursula Büttner (de), cependant, « cette intervention du cardinal, par ailleurs extrêmement prudent, [...] a contribué au moins autant au recul des dirigeants que les manifestations de proches dans la Rosenstrasse, qui sont désormais largement mentionnées et peut-être surestimées dans leur impact » ,.
Les multiples suppliques de Margarete Sommer adressées à la hiérarchie de l’Église catholique restent sans succès : celle-ci ne s'exprimera jamais publiquement contre l'holocauste.

### Après la guerre
Après la guerre, Margarete Sommer réoriente son travail d'assistance aux rescapés des camps et aux personnes émergeant de la clandestinité. Elle rejoint l'Association pour la coopération entre chrétiens et juifs dans laquelle elle œuvre jusqu'à la fin de sa vie.
En 1946, Margarete Sommer prend la direction de la pastorale des femmes catholiques dans le diocèse de Berlin et est une des premières membres de la Société pour la coopération judéo-chrétienne (de) à Berlin en novembre 1949. En 1950, elle quitte Kleinmachnow qui se trouve en zone d'occupation soviétique pour rejoindre Berlin-Ouest . En 1952, elle travaille dans la pastorale des réfugiés. Elle prend sa retraite en avril 1960.
Margarete Sommer décède le 30 juin 1965 à Berlin, à l'âge de 71 ans. Sa tombe se trouve au cimetière de la paroisse Saint-Matthias à Berlin.
Elle termine sa vie assez seule et oubliée tout comme Katharina Staritz et Elisabeth Schmitz qui sont également intervenues auprès de leurs églises respectives, sans plus de succès, conscientes de leur échec et largement ignorées par ces églises. Si, jusqu'à la fin de sa vie, le sort des juifs massacrés durant le nazisme hante Elisabeth Sommer, des témoins contemporains estiment qu'elle a contribué à sauver des centaines de vie,.

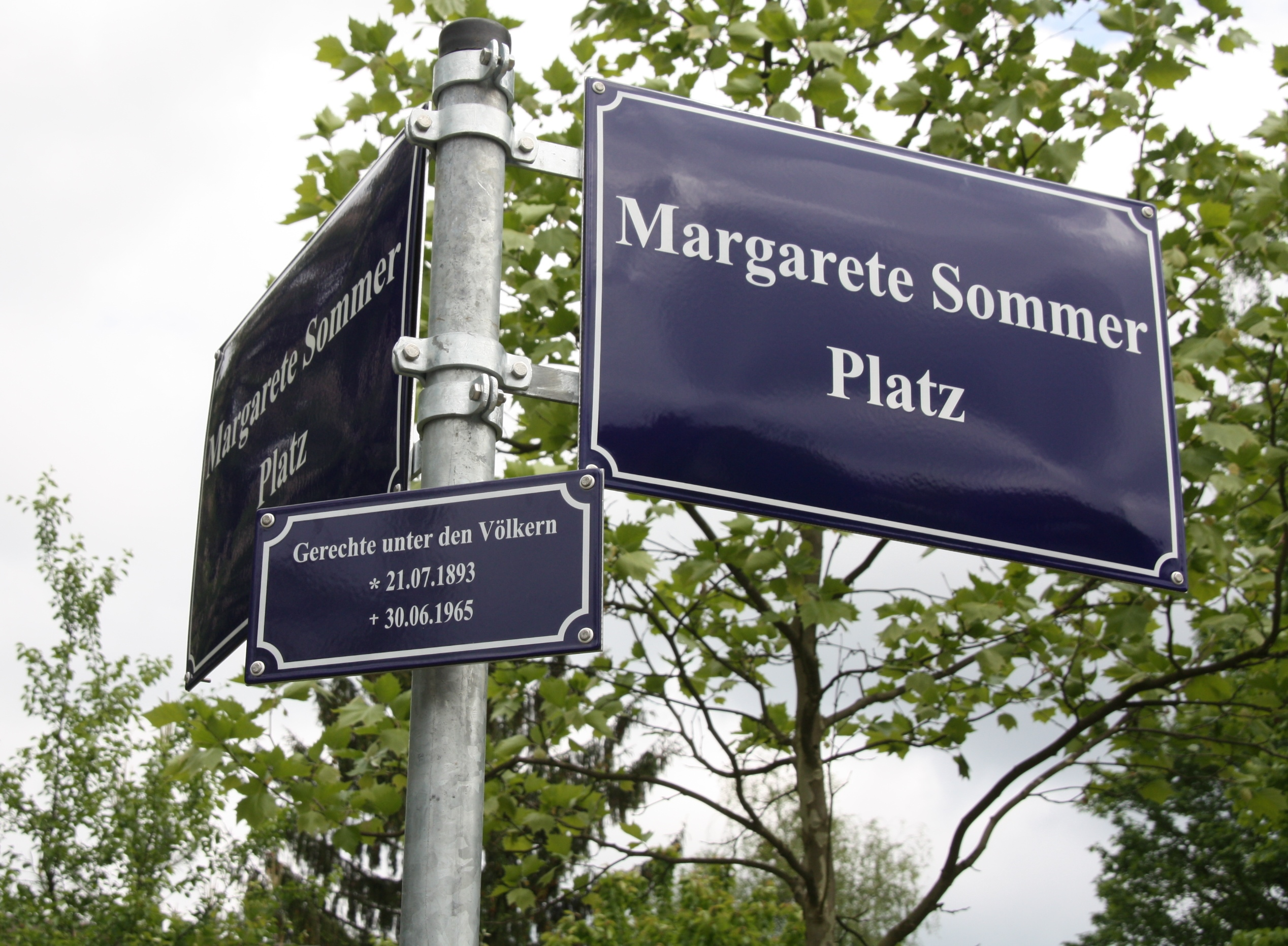
Place Margarete Sommer à Kleinmachnow

## Hommages
- Le pape Pie XII décore Margarete Sommer de l'Ordre du Mérite Pro Ecclesia et Pontifice en 1946[8].
- En 1953, elle reçoit la Croix fédérale du mérite, première classe[2].
- En 1961, le Sénat de Berlin l’inclut sur la liste des « héros méconnus » de la ville de Berlin (Ouest) en 1961. Cet honneur est décerné aux citoyens de Berlin ayant défendu leurs semblables « non aryens » pendant le régime nazi[2].
- Le mémorial israélien de l'Holocauste Yad Vashem lui décerne à titre posthume le titre honorifique de Juste parmi les Nations en 2003. L'ambassadeur d'Israël remet le titre à Gertrud Sommer, membre de la famille de Margarete Sommer dans cette église du Sacré-Coeur qui a servi de cachette à de nombreux juifs[5],[9].
- En 1993, l'ancienne Werneuchener Straße dans le quartier berlinois de Prenzlauer Berg prend le nom de Margarete Sommer et le 8 mai 2014, ainsi qu'une place à Kleinmachnow, avec une stèle commémorative pour les survivants de la terreur nationale-socialiste et les « héros silencieux »[10].

## Publication
- (de) Die Fürsorge im Strafrecht: vor der Anklage, im Verfahren, nach der Entlassung. Avec une préface d' Ignaz Jastrow (de), Berlin, C. Heymann, 1925, (OCLC 72276058) .

## Filmographie
- Zwei Tage von vielen. 1960-1964, Scénario de Paul Hans Rameau, réalisateur : Ralph Lothar (de). Elisabeth Sommer est représentée par le personnage Frau Dr. Landmann